# به‌آوران زندگی
به‌آوران زندگی یک مجموعه تلویزیونی محصول سال ۱۳۷۹–۱۳۷۸ به کارگردانی اسفندیار شهیدی و داود توحیدپرست، نویسندگی و تهیه‌کنندگی سید مرتضی علوی می‌باشد که از شبکه سحر پخش شد. این مجموعه در ۲ قسمت ۴۰ دقیقه ای تهیه شد.

## خلاصه داستان
شبنم همسر علی به خاطر جنگ در ایران تصمیم دارد به خارج از کشور برود. او از علی می‌خواهد که مادر پیرش را به خانه سالمندان بسپارد ولی …

## بازیگران
- اقدس اخلاقی
- حمید طالقانی
- رؤیا خلیلی
- فیروز قاسمی